# محاصره کوت
محاصره کوت (عربی: حصار الكوت) یکی از بزرگترین نبردهایی است که در جنگ جهانی اول اتفاق افتاد، این محاصره یک جزئی از حمله به سرزمین الرافدین که الان عراق نامیده می‌شود بود؛ نیروهای جنگ در این نبرد از دو طرف بودند یک طرف امپراطوری بریتانیا و از طرف دیگر نیروهای دولت و حکومت عثمانی‌ها. در این نبرد نیروهای بریتانیایی مغلوب نیروهای عثمانی شده و از صحنه عقب‌نشینی کردند.
کوت شهری است در کنار رود دجله، این نهر از منطقه قدیمی شهر عبور می‌کند، این شهر ۳۵۰ کیلومتر با بصره و حوالی ۱۷۰ کیلومتر از بغداد فاصله دارد. در سال ۱۹۱۵ جمعیت شهر حدود ۶۵۰۰ نفر بوده‌است.

## محاصره

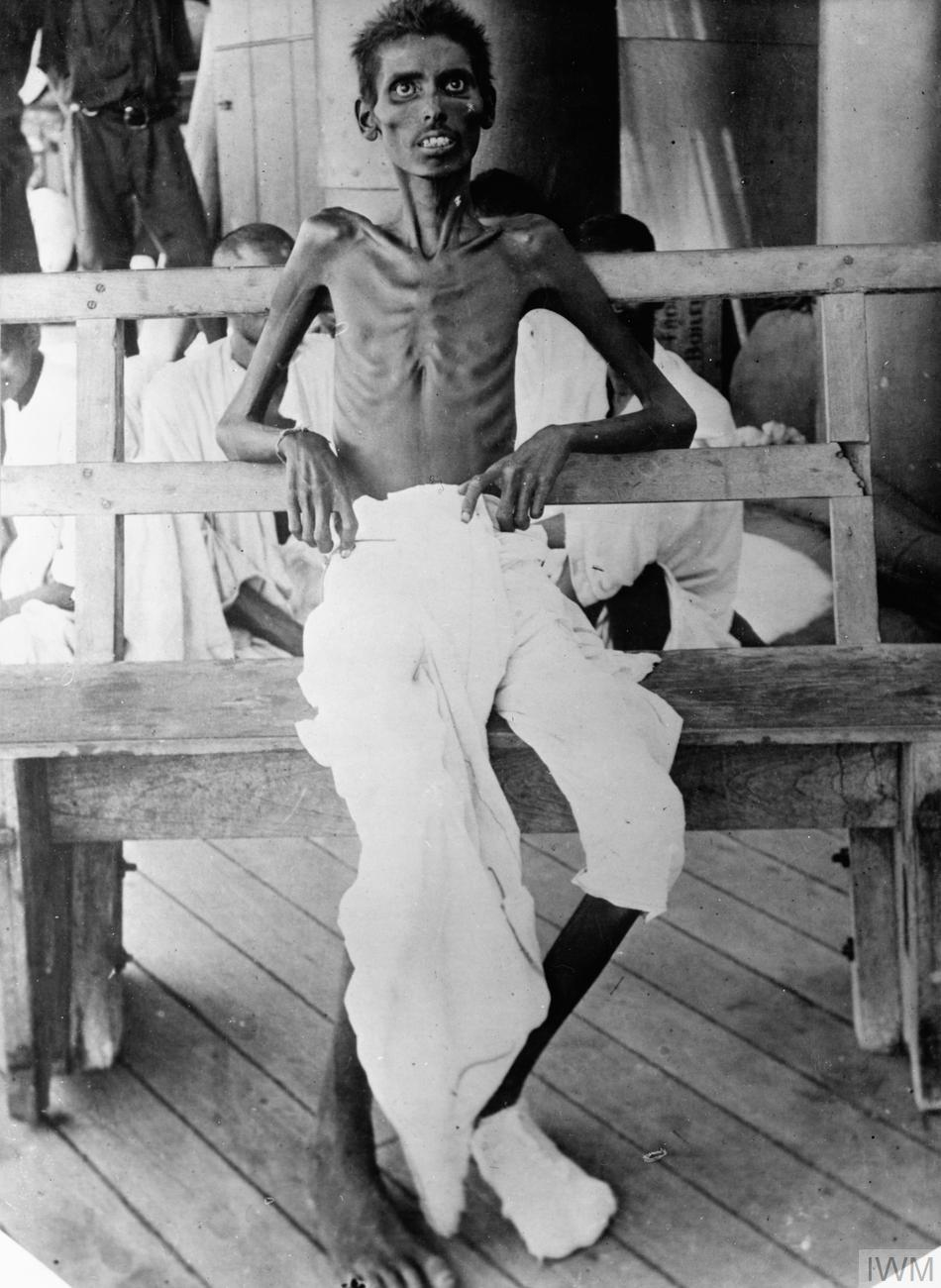
این عکس یک سرباز ارتش هندی لاغر را نشان می دهد که از محاصره کوت جان سالم به در برده است.

نیروهای عثمانی در ۷ دسامبر ۱۹۱۵ به این منطقه رسیدند، وقتی که نیروی عثمانی به منطقه رسید هنوز ترکهای عثمانی نیروی لازم برای محاصره کوت را نداشتند. تاونزند فرمان نبرد به فرماندهی کلنل جرارد لیتشمان را از سمت جنوب صادر کرد. تعداد نیروهای عثمانی در آن زمان بالغ بر ۱۱۰۰۰ نفر به فرماندهی والی عثمانی السبع پاشا و ژنرال آلمانی کلمار فرایهر فن در گلتس می‌شد. گلتس ارتش عثمانی را به‌خوبی بعد از ۱۲ سال آموزش و تلاش در پیشرفت آن از ۱۸۸۳ تا ۱۸۹۵ خبره و توانمند کرده بود. بعد از سه حمله در دسامبر ۱۹۱۵ گلتس به نیروهای عثمانی فرمان ساختن استحکامات مناسب برای محاصره کوت را داد، علاوه براین شروع به آماده سازیهای نیروهایش برای حمله به بصره از طریق دجله نمود کما اینکه همزمان یک سری مواضع دفاعی در پایین نهر دجله احداث نمود.
بعد از یک ماه از محاصره کوت، تاونزند تصمیم به شکستن محاصره و بیرون کشیدن نیروهایش از سمت جنوب و مشغول کردن نیروهای عثمانی با نیروهای فرمانده تحت فرمان خودش، سر جون نیکسون گرفت. در این رابطه باید گفت که تصمیم تاونزند و فرمان وی دقیق نبود زیرا او فکر می‌کرده‌است که مواد باقیمانده برای او برای ادامه نبرد فقط برای یکماه کافی است برای همین با عجله نیروهای نجات را ارسال کرد، واضح نیست که چرا چنین فرمانی و چنین چیزی را تاونزند گفته‌است برای اینکه او دارای مواد برای مواجهه با محاصره برای ۴ ماه بوده‌است.

## تسلیم شدن ارتش بریتانیا
فرماندهان بریتانیایی تلاش کردند که محاصره را با دادن رشوه به عثمانی‌ها بشکنند. به این خاطر یک هیئت از طرف بریتانیایی‌ها شامل اوبری هربرت و توماس ادوارد لورنس و تعدادی افسر دیگر برای انجام مذاکرات مخفی به نزد ترکها فرستاده شدند. بریتانیایی‌ها ۲ میلیون جنیه استرلینی را همراه با وعده اینکه که دیگر هرگز با ترکها وارد جنگ نمی‌شوند در مقابل شکستن محاصره پیشنهاد کردند ولی انور پاشا فرمان داد که این پیشنهاد را نیروهای عثمانی رد کنند.
از طرف دیگر بریتانیایی‌ها از روس‌ها درخواست کمک نمودند، در آنزمان ژنرال باراتوف و نیروی همراهش متشکل از ۲۰۰۰۰ قزاق در ایران بودند. بعد از این درخواست ژنرال باراتوف در آوریل ۱۹۱۶ شروع به حرکت به سمت بغداد نمود اما بعد ازاینکه شنید که نیروهای بریتانیایی تسلیم شده‌اند از ادامه حرکت منصرف شد و به ایران برگشت.
ژنرال تاونزند دستور آتش‌بس را در روز ۲۶ آوریل ۱۹۱۶ بعد از مذاکرات شکست خورده صادر کرد و در روز ۲۹ آوریل ۱۹۱۶ بعد از تحمل یک محاصره ۱۴۷ روزه نیروهای بریتانیایی باقیمانده که بالغ بر ۱۳۰۰۰ سرباز می‌شدند تسلیم نیروهای عثمانی شدند، در طول اسارت این تعداد اسیر ۷۰ درصد نیروهای بریتانیایی اسیر و ۵۰ درصد نیروهای هندی تحت امر بریتانیایی اسیر یا به دلیل امراض مختلف جان خود را از دست دادند یا اینکه به دست نیروهای عثمانی در طول اسارت به قتل رسیدند. تاونزند توانست خود را برهاند و به جزیره پادشاهی در دریای مرمره رسانده برای اینکه در آنجا در طول جنگ به زندگی بی‌دغدغه و آسوده خود ادامه بدهد. بخاطر حفاظت و نریختن آبروی او ارتش بریتانیا مقرر کرد که محاصره کوت و نبرد آن را «دفاع از کوت العماره» نامگذاری کنند.